# Цай Юн
Цай Юн (кит.: 蔡邕, 133—192) — китайський державний службовець, письменник, музика, каліграф та поет часів династії Хань.

## Біографія
Походив з родини вчених. Народився у області Ченлю (сучасний округ Ці провінції Хенань). Дитиною втратив батька, після чого його виховував Цай Чжи. Через три роки померла мати Цай Юна. Після цього навчався музики, математики, астрономії у Ху Гуана.
Спочатку виявив здібності у музиці, завдяки чому на початку 160-х років був запрошений до почту імператора Хуань-ді. Втім, незабаром він повернувся додому, щоб продовжити навчання. У 170-х роках поступив на службу до впливового сановника Цяо Сюаня. Був призначений суддею округу, потім імператором Лін-ді запрошується до столиці, де в імператорській бібліотеці займався редагуванням і порівнянням текстів. Потім йому доручали складати панегірики та меморіальні написи.
У 175 році вийшов з ініціативою вирізьбити на камінні тексти конфуціанських класиків, що дістали назву «Кам'яні канони епохи Сіпін». Цю роботу було завершено у 183 році.
Водночас виступав за відновлення старовинних ритуалів. У 177 році за наполяганням Цай Юна імператор Шао-ді провів такий ритуал. Проте згодом Юн стикнувся із спротивом євнухів. У 178 році внаслідок інтриг останніх Цай Юна було заарештовано, засуджено до страти, але потім заслано на північний кордон. Проте у 179 році Цай Юн знову виступив проти євнухів, у зв'язку з цим вимушений був тікати на південь.
Тут він переховувався до початку повстання жовтих пов'язок. У 189 році військовик Дун Чжо, який захопив владу в імперії, запросив до свого почту Цай Юна. У 192 році, після вбивства Жун Чжо, Юна було заарештовано за висловлювання скорботи щодо смерті Дуна. Незабаром Цай Юна було страчено.

## Творчість
Більшість творів Цай Юна було втрачено. Відомо про твори щодо проведення ритуалів («Дудуань»), з фармакології («Цай Юн бенцао»), поради для жінок («Ню Сюнь»), стосовно гри на гуцині з відповідними мелодіями («Цао Цинь»).
Свого часу був відомим поетом, майстром п'ятистрофного вірша. Більшість увійшла до збірки «Юелін чжанчжу». Його вірші стали класичними для наступних поколінь.